# Gialaia nhatrangi
Gialaia nhatrangi är en insektsart som beskrevs av Andrej Vasiljevitj Gorochov 2001. Gialaia nhatrangi ingår i släktet Gialaia och familjen syrsor. Inga underarter finns listade i Catalogue of Life.